# San Marco salva un saraceno
San Marco salva un Saraceno è un dipinto del Tintoretto (398x337 cm), realizzato tra il 1562 ed il 1566 su commissione di Tommaso Rangone, Guardian Grando della Scuola Grande di San Marco.

## Descrizione e stile
L'opera è custodita alle gallerie dell'Accademia di Venezia. Proviene dalla sala capitolare della Scuola Grande di San Marco, insieme agli altri tre dipinti del Tintoretto confiscati nel 1807: il precedente San Marco libera uno schiavo e quelli realizzati insieme a questo il Trafugamento del corpo di San Marco e il Ritrovamento del corpo di San Marco, quest'ultimo assegnato diversamente a Brera.
La composizione dell'opera ricca di pathos racconta il miracoloso salvataggio di un saraceno in viaggio verso Alessandria. Colta la nave da una violenta tempesta questi aveva invocato il santo che l'aveva esaudito.
L'impianto fascinoso dell'opera consiste nella drammatica rappresentazione delle violente onde in cui si inabissa la nave, dei corpi contorti dei disperati naufraghi nelle contrastate luci che li illuminano e che ritagliano le nuvole del cielo tempestoso. Immerso in una luce soprannaturale san Marco cala dal cielo vestito di un abito rosato ad afferrare il Saraceno privo di sensi. L'allora Guardian Grando della Scuola, il medico Tommaso Rangone, è rappresentato sul bordo della scialuppa mentre tenta di aiutare un naufrago inghiottito dalle acque.